# Municipio de White (condado de Ashley)
El municipio de White (en inglés: White Township) es un municipio ubicado en el condado de Ashley en el estado estadounidense de Arkansas. En el año 2010 tenía una población de 897 habitantes y una densidad poblacional de 8,22 personas por km².

## Geografía
El municipio de White se encuentra ubicado en las coordenadas 33°20′33″N 91°48′50″O / 33.34250, -91.81389. Según la Oficina del Censo de los Estados Unidos, el municipio tiene una superficie total de 109.12 km², de la cual 109,11 km² corresponden a tierra firme y (0,01 %) 0,02 km² es agua.

## Demografía
Según el censo de 2010, había 897 personas residiendo en el municipio de White. La densidad de población era de 8,22 hab./km². De los 897 habitantes, el municipio de White estaba compuesto por el 78,26 % blancos, el 12,93 % eran afroamericanos, el 1,23 % eran amerindios, el 6,47 % eran de otras razas y el 1,11 % eran de una mezcla de razas. Del total de la población el 10,03 % eran hispanos o latinos de cualquier raza.